# 杨子姗
杨子姗（1986年11月6日—），中國女演員、歌手，出生于江苏省南京市，南京艺术学院音乐表演专业毕业。2013年主演电影《致我们终将逝去的青春》而成名，并凭借该片获得第29届中国电影金鸡奖、第32届大众电影百花奖、第56届亚太影展最佳女主角奖提名以及第15届中国电影华表奖优秀新人女演员奖、第5届英国万像国际华语电影节最佳女主角奖等奖项。2015年，主演奇幻爱情喜剧电影《重返20歲》，并凭借该片获得第18届上海国际电影节最佳女主角奖、第16届中国电影表演艺术学会奖。2016年，主演的爱情片《天亮之前》入围第19届上海国际电影节。2017年5月，主演电影《路过未来》作为唯一华语片入围第70届戛纳国际电影节。2018年2月，主演的世界首部南极实拍冒险爱情电影《南极之恋》上映。2020年8月，主演电影《乌海》入围第68届圣塞巴斯蒂安国际电影节主竞赛单元最佳影片金贝壳奖。2021年6月，主演电影《永安镇故事集》入围第74届戛纳国际电影节。2023年6月，担任第25届上海国际电影节金爵奖评委。2024年4月，担任第14届北京国际电影节国际评审团评委。2025年4月，主演的悬疑片《如意饭店》入围第15届北京国际电影节主竞赛单元“天坛奖”。其前后主演《记忆大师》、《摩天大楼》、《红蔷薇》、《原来你还在这里》、《好久不见》等多部知名影视作品。

## 經歷
楊子姍於2006年在江苏卫视《名师高徒》全国总决赛获得亚军，之后发行首张个人EP《十八般舞功》。
2010年，因出演台湾首部治愈系电影《街角的小王子》而被观众所认识。
2013年主演电影《致我们终将逝去的青春》而走红，并凭借该片获得第29届中国电影金鸡奖最佳女主角、第32届大众电影百花奖最佳女主角、第56届亚太影展最佳女主角奖提名以及第15届中国电影华表奖优秀新人女演员奖、第5届英国万像国际华语电影节最佳女主角奖等奖项。
2015年，在奇幻爱情喜剧电影《重返20歲》中飾演孟丽君一角，因此得国民奶奶的暱稱，并凭借该片获得第18届上海国际电影节最佳女主角奖、第16届中国电影表演艺术学会奖（金凤凰奖）；在第52屆金馬獎入圍名單公布當天，金馬獎執委會執行長聞天祥在討論到最佳女主角的遺珠時代表初選評審大讚楊子姍在《重返20歲》中的演技。2015年9月10日與台灣演員吳中天登記結婚。10月，凭借爱情片《闺蜜》入围第15届华语电影传媒大奖最受瞩目女演员奖。
2016年，主演的爱情片《天亮之前》上映，该片入围第19届上海国际电影节。
2017年4月，主演的悬疑片《记忆大师》上映；5月，主演电影《路过未来》作为唯一华语片入围第70届戛纳国际电影节；12月，主演的谍战剧《红蔷薇 》播出。
2018年2月，主演的冒险爱情电影《南极之恋》上映，该片为人类历史上首部在南极实拍的爱情电影；3月，主演的都市情感剧《好久不见》播出；11月，主演的都市情感剧《原来你还在这里》播出。
2019年，主演电影《宠爱》上映。
2020年8月19日，主演国内首部女性向悬疑推理剧《摩天大楼》播出；8月24日，主演电影《乌海》入围第68届圣塞巴斯蒂安国际电影节主竞赛单元最佳影片金贝壳奖；10月，担任第七届重庆青年电影展竞赛单元终审评委；12月31日，参演央视跨年晚会《启航2021——中央广播电视总台跨年盛典》。
2021年6月，主演电影《永安镇故事集》入围第74届戛纳国际电影节。
2022年2月，主演的都市女性励志轻喜剧《婚姻的两种猜想》播出；10月，主演的献礼剧《我们这十年之理想生活》播出。
2023年2月，主演的法治剧《执行局》杀青；同月，参演的纪录片《她的取景器》在腾讯视频电影频道播出；4月5日，参加节目《大美中国诗话清明第二季》；5月，主演当代金融职场剧《城中之城》；6月，担任第25届上海国际电影节金爵奖亚洲新人单元评委;6月24日，主演的古装电影《沙海之门》开机；9月8日，领衔主演的剧情片《永安镇故事集》上映；12月22日，主演的悬疑剧《隐瞒之事》杀青。
2024年3月，主演的时代创业喜剧《乘风踏浪》在北京卫视、东方卫视播出；4月9日，主演的人性博弈金融职场大剧《城中之城》在CCTV-1黄金档播出，在剧中饰演沈婧；4月，担任第14届北京国际电影节“注目未来”单元国际评审团评委；6月14日，参加2024抖音电影奇遇夜；6月15日，出席第26届上海国际电影节金爵盛典红毯仪式；6月16日，参加2024年微博电影之夜，并获得“年度闪耀演员”奖；6月26日，出席首届中国·重庆科技电影周开幕式；6月27日，主演的法治案情剧《执行法官》在CCTV-8黄金强档剧场播出，在剧中饰演执行二庭庭长楚云；9月10日，凭借电视剧《我们这十年》入围第32届中国电视金鹰奖最佳女主角奖，凭借电视剧《城中之城》入围第32届中国电视金鹰奖最佳女配角奖；9月30日，参加中央广播电视总台《中国梦·家国情——2024国庆特别节目》，主演微电影《国旗之下》； 11月23日，作为嘉宾做客草原生活纪实节目《燃烧的月亮》；12月10日，出席第6届海南岛国际电影节闭幕式暨颁奖典礼，并颁发金椰奖最佳编剧奖；12月22日，参加的中央广播电视总台央视综合频道(CCTV-1)大型季播文化节目《城市风华录》南京篇播出。
2025年4月，主演的悬疑片《如意饭店》入围第15届北京国际电影节主竞赛单元“天坛奖”。

## 音乐作品

### 专辑/EP
| 專輯   | 專輯資料                                                             | 曲目                                                    |
| ------ | -------------------------------------------------------------------- | ------------------------------------------------------- |
| 第一张 | 《十八般舞功》（EP） - 发行时间：2007年11月22日 - 发行公司：大国文化 | 1. 十八般舞功【MV】 2. 主打星【MV】 3. 节日祝福 4. 报时 |

### 单曲
- 2006年7月12日 《baby baby》（赛车宝贝公开赛主题曲）
- 2006年12月19日 《美丽星世界》
- 2008年6月1日 《奥运，我爱你》（2008群星录制奥运歌曲）
- 2013年4月16日 翻唱单曲《红日》（收录于《致我们终将逝去的青春电影原声带》）
- 2013年9月1日 《放开你的理由》
- 2015年1月18日 翻唱單曲 《償還》（收录于《重返20歲电影原声带》）
- 2015年1月18日 《微甜的記憶》（收录于《重返20歲电影原声带》）
- 2015年1月18日 翻唱單曲 《給我一個吻》（收录于《重返20歲电影原声带》）

### MV
- 2011年 那英《变幻的年代》

## 影视作品

### 电影
| 上映年份 | 电影名                                                           | 角色   | 备注              |
| -------- | ---------------------------------------------------------------- | ------ | ----------------- |
| 2010     | 近在咫尺 （More Than Close）                                     | 丁晓玲 | 主演              |
| 2010     | 街角的小王子 （In Case of Love）                                 | 亮亮   | 女配角 电影处女作 |
| 2011     | 恋爱恐慌症 （Love Sick）                                         | Coco   | 客串              |
| 2013     | 致我们终将逝去的青春 （So Young）                                | 郑微   | 女主角            |
| 2014     | 闺蜜 （Girls）                                                   | 小美   | 女主角之一        |
| 2015     | 重返20岁 （20 Once Again）                                       | 孟丽君 | 女主角            |
| 2015     | 暴走神探 （The Unbearable Lightness of Inspector Fan）           | 宋小乔 |                   |
| 2015     | 钟馗伏魔：雪妖魔灵 （Zhong Kui-Snow Girl And The Dark Crystal ） | 鐘靈   |                   |
| 2015     | 兔侠之青黎传说 （Legend of A Rabbit: The Martial of Fire）       | 白兰   | 动画电影配音      |
| 2015     | 万万没想到：西游篇 （Surprise）                                  | 苏小美 | 女主角            |
| 2016     | 天亮之前 （One Night Only）                                      | 茉茉   | 女主角            |
| 2017     | 记忆大师 （Battle of Memories）                                  | 陳姍姍 |                   |
| 2017     | 路過未來 （Walking Past the Future）                             | 楊耀婷 | 女主角            |
| 2018     | 南極之戀 （Till the End of the World）                           | 荆如意 | 女主角            |
| 2019     | 宠爱 （Adoring）                                                 | 曲飛飛 |                   |
| 2021     | 我们的新生活 （Our New Life）                                    | 小李   |                   |
| 2021     | 乌海 （Wu Hai）                                                  | 苗唯   | 女主角            |
| 2023     | 永安镇故事集 （Ripples of Life）                                 | 陈晨   | 女主角            |
| 2025     | 如意饭店 （Deep in the Mountains）                               | 严雪   | 女主角            |
| 待上映   | 沙海之门 （The Sand Murmurs）                                    | 白纻   | 女主角            |
| 待上映   | 一表人才                                                         |        | 女主角            |
| 待上映   | 萤火之光                                                         |        | 女主角            |
| 待上映   | 战疫天使                                                         |        | 女主角            |
| 待上映   | 美男子 （Handsome Man）                                          |        | 女主角            |

### 微电影
| 上映年份   | 电影名                               | 角色   | 备注   |
| ---------- | ------------------------------------ | ------ | ------ |
| 2011/06/24 | 《发现生活新味》双鱼女遇见魔羯男单元 | 李小婷 | 女主角 |
| 2011/09/03 | 变幻的年代                           | 英子   | 女主角 |
| 2012/11/23 | 我在记忆裡等你                       | 于小红 | 女主角 |
| 2019/12/23 | 时光魔历                             | 西西   | 女主角 |

### 电视剧
| 首播年份 | 剧名                | 角色     | 备注             |
| -------- | ------------------- | -------- | ---------------- |
| 2005年   | 女生宿舍之侦探学院  | --       | 客串             |
| 2006年   | 相遇                | --       | 客串             |
| 2007年   | 恋上你的绯闻        | --       | 客串             |
| 2010年   | 大城市小浪漫        | --       | 客串             |
| 2012年   | 温柔的慈悲          | 范爱群   |                  |
| 2014年   | 我们的青春1977      | 迟秋月   |                  |
| 2015年   | 一个和八个          | 蛮妞     |                  |
| 2016年   | 欢喜密探            | 神秘女孩 | 客串             |
| 2017年   | 红蔷薇              | 夏雨竹   |                  |
| 2018年   | 好久不见            | 花朵朵   |                  |
| 2018年   | 結愛·千歲大人的初戀 | 夕颜公主 | 友情出演         |
| 2018年   | 原來你還在這裡      | 苏韵锦   |                  |
| 2020年   | 摩天大楼            | 杨蕊森   | 网络剧           |
| 2021年   | 賴貓的獅子倒影      | 慕晚晴   |                  |
| 2022年   | 婚姻的两种猜想      | 沈明寶   |                  |
| 2022年   | 我们这十年          | 阿香     | 《理想生活》单元 |
| 2024年   | 乘风踏浪            | 罗虹     |                  |
| 2024年   | 城中之城            | 沈婧     |                  |
| 2024年   | 执行法官            | 楚云     |                  |
| 待播     | 隐瞒之事            | 池澜     | 网络剧           |

## 代言
- 2004－2005年东信手机EG760
- 2012年 真维斯冬季系列羽绒服饰【with 郑恺】
- 2013年 真维斯春夏系列服饰【with 郑恺】
- 2015年 MARUBI丸美品牌代言人
- 2016年 伊卡露诗(ICARLUS)代言人
- 2018年 悦诗风吟黑茶系列形象大使
- 2018年 YSL品牌挚友
- 2019年 DARPHIN朵梵品牌挚友
- 2020年 LG中国电子区健康守护大使
- 2021年 片仔癀化妆品皇后品牌大使
- 2022年 魅影无框眼镜代言人
- 2023年 Theory品牌挚友
- 2025年 LEXY莱克 、Bewinch碧云泉 、咖博士品牌挚友

## 荣誉
- 2013年 年度青春风尚大奖
- 2018年 2018智族GQ MOTY年度人物
- 2019年 Women of Times 2019 年度时代女性
- 2019年 江苏文旅推广大使
- 2020年 第七届重庆青年电影展形象大使
- 2020年 2020智族GQ MOTY年度人物
- 2022年 世界儿童日倡导大使
- 2023年 2023微博电影之夜荣誉 年度突破演员奖
- 2024年 2024微博电影之夜荣誉 年度闪耀演员奖
- 2024年 中国人口福利基金会健康中国行动公益倡导大使

## 评审履历
- 2020年10月 第七届重庆青年电影展终审评委
- 2023年6月 第25届上海国际电影节金爵奖亚洲新人单元评委
- 2024年4月 第14届北京国际电影节“注目未来”单元国际评审团评委

## 獎項紀錄
| 年份 | 典禮類型                           | 獎項                 | 作品                     | 結果 |
| ---- | ---------------------------------- | -------------------- | ------------------------ | ---- |
| 2013 | 第29屆中國電影金雞獎               | 最佳女主角           | 《致我們終將逝去的青春》 | 提名 |
| 2013 | 第56屆亞太影展                     | 最佳女主角           | 《致我們終將逝去的青春》 | 提名 |
| 2013 | 第15屆中國電影華表獎               | 優秀新人女演員       | 《致我們終將逝去的青春》 | 獲獎 |
| 2013 | 第15屆中國電影華表獎               | 優秀女演員           | 《致我們終將逝去的青春》 | 獲獎 |
| 2013 | 第5屆英國萬象國際華語電影節        | 最佳女主角           | 《致我們終將逝去的青春》 | 獲獎 |
| 2013 | 第5屆澳洲國際華語電影節            | 最佳女演員           | 《致我們終將逝去的青春》 | 獲獎 |
| 2013 | 第1屆倫敦國際華語電影節            | 最佳新銳演員         | 《致我們終將逝去的青春》 | 提名 |
| 2013 | 第8屆華語青年影像論壇              | 年度新銳女演員       | 《致我們終將逝去的青春》 | 獲獎 |
| 2013 | 第6屆音樂風雲榜新人盛典            | 年度影視新人         | 《致我們終將逝去的青春》 | 獲獎 |
| 2013 | 第4屆樂視影視盛典                  | 年度電影影響力女演員 | 《致我們終將逝去的青春》 | 獲獎 |
| 2014 | 第32屆大眾電影百花獎               | 最佳女主角           | 《致我們終將逝去的青春》 | 提名 |
| 2014 | 第21屆北京大學生電影節             | 最佳女演員           | 《致我們終將逝去的青春》 | 提名 |
| 2014 | 中国电影导演协会2013年度表彰大会   | 年度女演员           | 《致我們終將逝去的青春》 | 提名 |
| 2014 | 第14屆華語電影傳媒大獎             | 最受矚目女演員       | 《致我們終將逝去的青春》 | 提名 |
| 2014 | 2014青春的选择年度盛典             | 最受欢迎女演員       | 《閨蜜》                 | 獲獎 |
| 2015 | 第15屆華語電影傳媒大獎             | 最受矚目女演員       | 《閨蜜》                 | 提名 |
| 2015 | 第18屆上海國際電影節               | 最佳女主角           | 《重返20歲》             | 獲獎 |
| 2015 | 第22屆北京大學生電影節             | 最佳女演員           | 《重返20歲》             | 提名 |
| 2016 | 第6届豆瓣电影鑫像奖                | 最佳女演員           | 《重返20歲》             | 提名 |
| 2016 | 第16屆華語電影傳媒大獎             | 最受矚目女演員       | 《重返20歲》             | 提名 |
| 2016 | 第16屆華語電影傳媒大獎             | 最佳女主角           | 《重返20歲》             | 獲獎 |
| 2017 | 第16屆中國電影表演藝術學會金鳳凰獎 | 學會獎               | 《重返20歲》             | 獲獎 |
| 2018 | 第21屆上海國際電影節               | 最受關注女主角       | 《路過未來》             | 提名 |
| 2019 | 2019中国电视剧品质盛典             | 年度魅力剧星         | 《好久不见》             | 獲獎 |
| 2021 | 第八屆文榮獎                       | 最佳青年電影女演員   | 《我們的新生活》         | 提名 |